# María Carbonero
María Carbonero Barceló (Palma, 1956) es una pintora balear.
Realizó su primera exposición en Palma el 1982 en la galería "Joaquim Mir", de Palma. Ha expuesto en Madrid, Barcelona y Paris, y ha participado en las ferias de arte ARCO (desde el 1985), Interarte (1986-1988) y Arte Frankfurt (Alemania 1989). Es miembro fundadora del taller Ediciones 6a Obra Gráfica (1982), con el cual expuso a la calcografía Nacional (Madrid 1987), a Sala Pelaires (Palma 1989) y a Es Baluard.
Es miembro fundadora del taller Ediciones 6a Obra Gráfica (1982). Pintó los seres desheredados toreros, las gitanas y las señoras de la noche como ya hizo su abuelo Pedro Barceló. Figuras de la élite del mundo político y financiero se dejaron ver en sus exposiciones de Mallorca.Es sobrina del pintor Josep Barceló Moner